# Chiasmocleis ventrimaculata
Chiasmocleis ventrimaculata é uma espécie de anfíbio da família Microhylidae.
Pode ser encontrada nos seguintes países: Bolívia, Brasil, Colômbia, Equador e Peru.
Os seus habitats naturais são: florestas subtropicais ou tropicais húmidas de baixa altitude, pântanos e marismas intermitentes de água doce.